# جورج واتس
جورج واتس (بالإنجليزية: George Watts)‏ هو لاعب كرة قدم أمريكية أمريكي، ولد في 12 يوليو 1914 في مك آدنفيل في الولايات المتحدة، وتوفي في 11 يوليو 1990.

## وصلات خارجية
- جورج واتس على موقع مرجع كرة القدم المحترفة.كوم (الإنجليزية)